# Herman Neubronner van der Tuuk

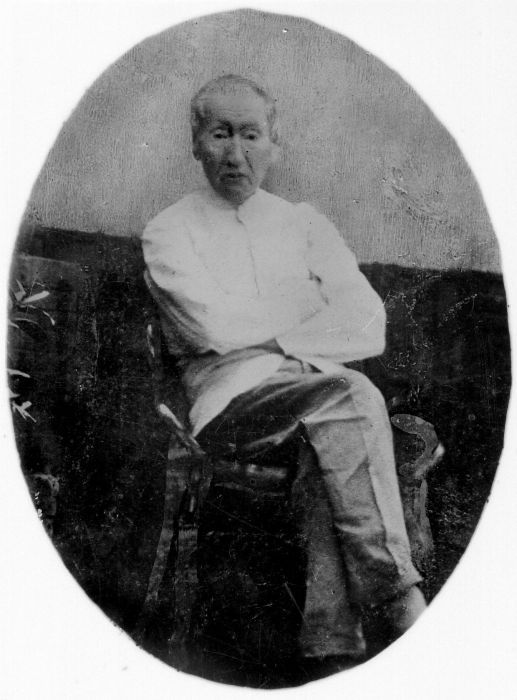
Porträt von Herman Neubronner van der Tuuk

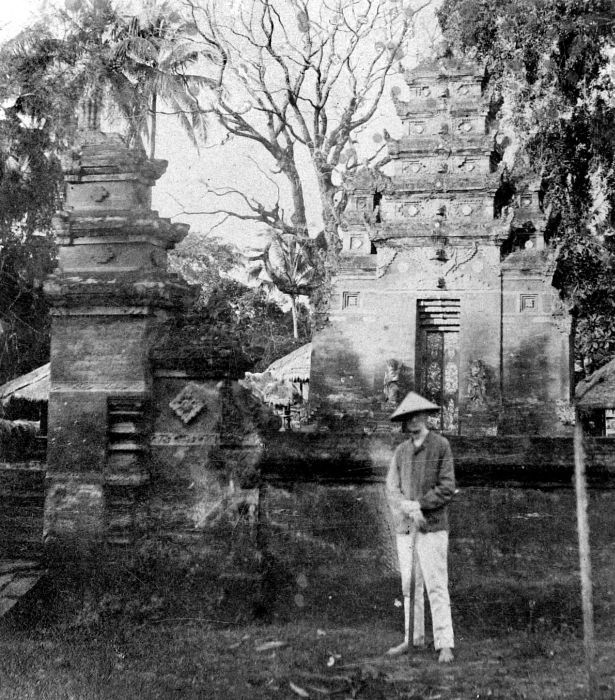
H.N. van der Tuuk vor einem Tempelkomplex in Soekasade

Herman Neubronner van der Tuuk (* 23. Februar 1824 in Malakka, Malaysia; † 17. August 1894 in Surabaya, Java, Indonesien) war ein Bibelübersetzer und Sprachwissenschaftler der sich linguistisch auf die Sprachen Niederländisch-Indiens spezialisiert hatte.

## Die frühen Jahre und Studienzeiten
Van der Tuuk entstammte als ältester Sohn der Ehe des niederländischen Rechtsanwalts, Sefridus van der Tuuk (1776–1853), mit der je zur Hälfte deutschen und javanischen Louise (Louisa) Neubronner (1794–1845), die er aus beruflichen Gründen in Malakka kennengelernt und geheiratet hatte. Deren Familienname, Neubronner, fand ebenfalls Eingang in den Namen van der Tuuks. Geboren wurde er noch zu Zeiten der niederländischen Kolonialverwaltung über Malakka, die von 1644 bis 1824 währte. Nachdem die Region Malakka mit den Briten gegen Gebiete auf Sumatra (mit Stützpunkt Bengkulu (damals: Bengcoolen) an der sumatrischen Westküste) getauscht worden war, siedelte die Familie im Rahmen des Britisch-Niederländischen Vertrages von 1824 1825 nach Surabaya in Ost-Java über, wo auch weitere Geschwister van der Tuuks zur Welt kamen. Van der Tuuk wuchs im Umfeld starker Kultureinflüsse durch die Ureinwohner sowie europäische Matrosen auf, obgleich er eine europäische Grundschule besuchte. 1836 wurde van der Tuuk im Alter von zwölf Jahren zu seinem Onkel, einem Pfarrer in der niederländischen Provinz Friesland zur weiterbildenden Schule geschickt, wo er mit dessen Kirchengemeinde in intensive Berührung kam. In der Folge schrieb er sich in der Reichsuniversität Groningen ein. 1843 promovierte er dort als Jurist. Im Anschluss studierte er Arabistik, Persisch, Malaiische Sprache und Sanskrit an der Universität Leiden. Dort lebte er wohl bis 1849, bevor er nach Fernost zurückkehrte, um für die Dutch Bible Society zu arbeiten.

## Linguistische Bedeutung
Zwischen 1851 und 1857 arbeitete und lebte van der Tuuk als Repräsentant der Dutch Bible Society bei den Batak auf Sumatra. Dort sammelte er Daten zur Erfassung eines Wörterverzeichnisses und Grammatikbuches der Bataksprachen und deren Schrift. Die Zeit zwischen 1857 und 1868 verbrachte er in den Niederlanden, um seine gesammelten Erkenntnisse zu sortieren und diverse Bücher dazu zu veröffentlichen, darunter auch ein Bataksch-Nederduitsch woordenboek, 1861, ein vierbändiges Bataksch leesboek, 1860-1862 und sein berühmt gewordenes zweibändiges Grammatikbuch zur Toba-Batak-Sprache, Tobasche spraakkunst, 1864-1867. 1868 kehrte er auf Geheiß der Dutch Bible Society nach Fernostasien zurück, nach Bali, wo er sich den Studien der Balinesischen Sprache und Schrift widmete.
Zwischen 1873 und 1894 arbeitete van der Tuuk für die Regierung Niederländisch-Indiens in der Eigenschaft als Angestellter zuständig für die Bereiche Bildung, Religion und Wirtschaft. In dieser Zeit konzentrierte sich van der Tuuk auf die Erstellung eines groß angelegten Sprach-Sammelwerks. Zum Ergebnis hatten diese Bemühungen das vierbändige Kawi-Balineesch-Nederlandsch woordenboek (1894–1912), das allerdings erst nach seinem Tod veröffentlicht wurde.

### Sprachbeherrschung und Christianisierungsauftrag

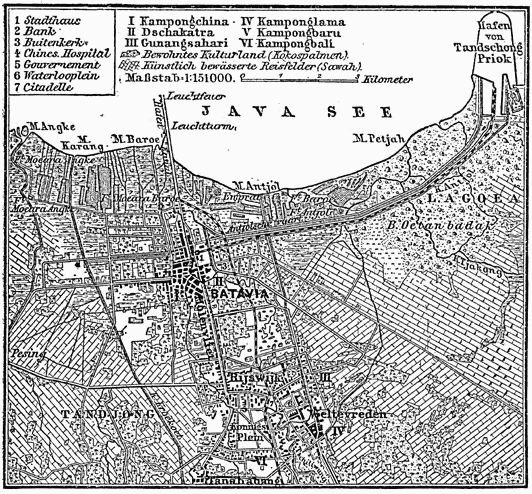
Karte von Batavia um 1888

Die Dutch Bible Society verfolgte das Ziel, das fernöstliche Kolonialgebiet zu missionieren und dem Christentum zu unterwerfen. Man erachtete es daher als notwendig, Bibelübersetzungen in die örtlichen Ursprachen zu implementieren, weshalb Herman Neubronner van der Tuuk den Auftrag erhielt, dies für das Gebiet der Batak auf Sumatra zu gewährleisten. Van der Tuuk hatte dabei allerdings erhebliche innere Widerstände zu überwinden, die sich auf die sprachliche Inkompatibilität ebenso bezogen wie auf ethische Grundabneigungen.
1849 erreichte van der Tuuk Batavia, wie Jakarta als frühere Handelsniederlassung zu Zeiten der niederländischen Kolonisation, heute die indonesische Hauptstadt, genannt wurde. Dort zeigte er sich bestürzt über den Zustand der dortigen Bibliothek, denn er fand keine habhaften Informationsgrundlagen vor und musste feststellen, dass viele Bücher verloren gegangen waren. Eine Reise zu den Batak verbot sich, da Monsunregen ihm die Überfahrt vereitelten und er sich zudem einer langwierigen Malariaerkrankung ausgesetzt sah, die ihn ans Krankenbett fesselte.
Erst 1852 gelang es ihm in die Kulturen der Batak einzutauchen und sich intensiv dem Studium derer Schriften, Lieder, Anekdoten und sonstiger kultureller Bräuche zu widmen. Außerhalb der Batakzentren stieß er auf zunehmende Islamisierung der Region, ausgelöst durch die malayischen Bevölkerungsschichten. Es galt, diesem Prozess wirksam entgegenzutreten, insbesondere aber die Brücke zu schlagen zwischen den denkbar unterschiedlichen sprachlichen Voraussetzungen für eine christliche Mission. Van der Tuuk erkannte, dass vorab ein Wörterbuch (Batak/Dutch) zu erstellen sei, das die sprachlichen Unvereinbarkeiten aufzulösen helfen würde und eine religiöse Bekehrung erst nach Überwindung der sprachlichen Differenzen denkbar werden könnte. Um parallel den islamischen Ausweitungsanspruch einzudämmen, plädierte van der Tuuk für ein breit angelegtes (Schul-)Bildungswesen, das dem Interesse gerecht würde, Batak-Sprachen zu offizialisieren.

### Wörterbücher

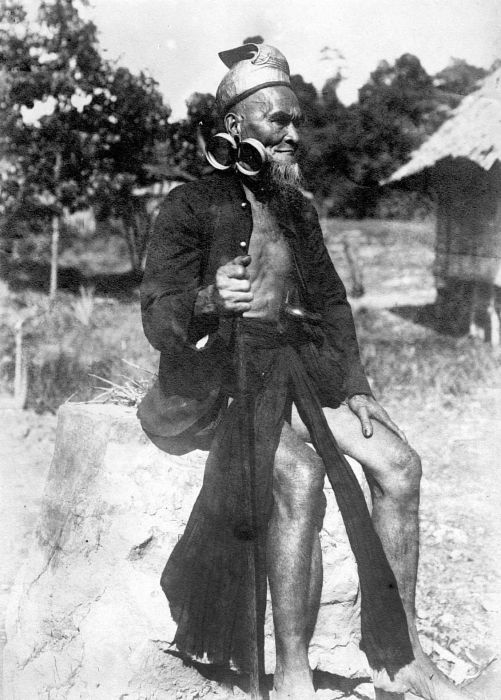
Nias-Mann

1857 kehrte van der Tuuk zurück nach Amsterdam, um aus den vielfältig zusammengetragenen Materialien ein Wörter- wie Grammatikbuch zu erstellen. Hierfür wurde ihm nach akribischer Kleinarbeit seitens der Universität Utrecht 1861 die Ehrendoktorwürde verliehen, dem Jahr, in welchem der evangelische Missionar Ludwig Ingwer Nommensen ebenfalls zu den Batak nach Sumatra entsandt wurde. Nach für van der Tuuk positiver Überwindung wissenschaftlicher Anfeindungen (durch und gegen ihn), vermochte er sein berühmt gewordenes Grammatikbuch zur Toba-Batak-Sprache im Jahr 1867 fertigzustellen. Van der Tuuk wird in dieser Zeit als hartgesottener Positivist beschrieben.
Auf Geheiß der Dutch Bible Society wandte sich van der Tuuk ab 1868 dem balinesischen Sprachraum zu. In Vorbereitung der neuen Aufgabe, studierte van der Tuuk balinesische und javanische Sprachen (Kawi) sowie Sanskrit. Parallel beschäftigte er sich auch mit einer Vielzahl weiterer Sprachen, darunter Philippinisch (Tagalog und Visaya), Siamesisch, Vietnamesisch, Chinesisch, Hindustani und mehrere sumatrische Sprachen (Nias, Ache, Redjang, Mentawai und Minangkabau).
Wegen häufiger und nun zunehmender Differenzen zur Dutch Bible Society brach van der Tuuk 1873 seine Beziehungen nach dorthin ab und nahm einen gut dotierten Servicevertrag mit der Regierung Niederländisch-Indiens an. Aus diesem Beschäftigungsverhältnis resultierten u. a. das Malay dictionary und das Kawi dictionary. Höhepunkt seiner Schaffenskraft allerdings bildete das 3600 Seiten starke und erst posthum veröffentlichte Kawi-Balineesch-Nederlandsch woordenboek.

## Mitgliedschaften
Seit 1868 war er korrespondierendes Mitglied der Königlich Niederländischen Akademie der Wissenschaften (KNAW).

## Tod
1894 verstarb Herman Neubronner van der Tuuk an den Folgen einer Ruhrerkrankung.

## Schriften
- 1861 – Bataksch-Nederduitsch woordenboek. Muller, Amsterdam (“A Batak-Dutch Dictionary”).
- 1864 – Tobasche spraakkunst, eerste stuk. Muller, Amsterdam (“A Toba-Batak Grammar, Part 1”).
- 1866 – Hikajat Pandja-tandaran; Tamilsche omwerking van het Indische fabelboek: de Pantja-Tantra, vermaleischt door Abdullah ben Abdilquadir bijgenaamd 'de Munsji' (de Tolk). Uitgegeven en met aanteekeningen voorzien door H.N. van der Tuuk. Brill, Leiden (an edition of the Malay version Sanskrit Panchatantra stories translated into Tamil).
- 1864 – Tobasche spraakkunst, tweede stuk. Nederlandsch Bijbelgenootschap, Amsterdam (“A Toba-Batak Grammar, Part 2”).
- 1897–1912 – Kawi-Balineesch-Nederlandsch woordenboek. Landsdrukkerij, Batavia, 4 dln (in 1971 uitgebracht in Engelse vertaling, red. A. Teeuw en R. Roolvink) (“A Kawi-Balinese-Dutch Dictionary”; English reprint in 1971).